# Aleksiej von der Pahlen
Aleksiej Pietrowicz von der Pahlen (ros. Алексей Петрович фон дер Пален, ur. 25 marca 1874, zm. 6 czerwca 1938) – białogwardyjski generał lejtnant, uczestnik I wojny światowej i wojny domowej w Rosji, absolwent Uniwersytetu w Petersburgu, hrabia.
Po wybuchu rewolucji październikowej walczył z bolszewikami na pograniczu łotewsko-rosyjskim. 28 czerwca 1920 roku, na mocy umowy między von der Pahlenem a Rosyjskim Komitetem Politycznym, kierowanym przez Borisa Sawinkowa, jego jednostka, licząca ok. 2,5 tys. żołnierzy i składająca się z Rosjan pochodzących z guberni pskowskiej i guberni witebskiej, weszła w skład 3 Armii Rosyjskiej, formowanej na terytorium Polski jako część sił zbrojnych pod komendą gen. Piotra Wrangla. W okresie dwudziestolecia międzywojennego mieszkał w rodzinnym majątku na Łotwie.